# George Gascoigne

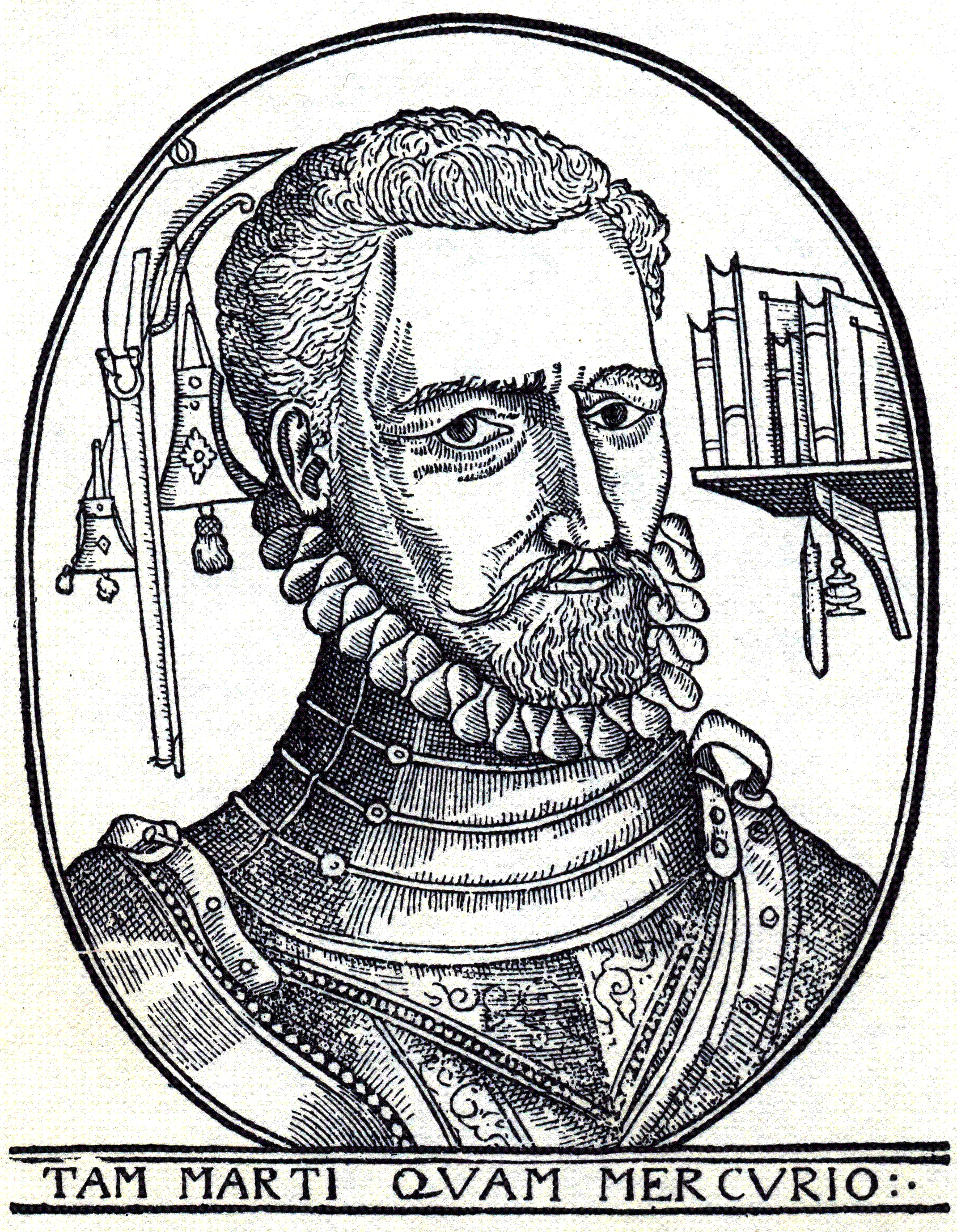
Portretgravure op het frontispice van The Steele Glas and Complaynte of Phylomene (1576). Gascoignes devies Tam Marti, quam Mercurio ('Zoveel voor Mars als voor Mercurius') drukte zijn aspiratie van soldaat-dichter uit.

George Gascoigne (Cardington (?), ca. 1534/1535 – Stamford, 7 oktober 1577) was een lage edelman uit Engeland, werkzaam als militair en auteur van gedichten, toneelstukken en proza. Zijn literaire werk, dat tot de Engelse renaissance behoort, was in de eerste plaats bedoeld om de patronage van het koninklijk hof te verwerven, waar hij slechts zeer laat en gedeeltelijk in slaagde. Hij zag zich als een dichter-soldaat en vocht in het begin van de Tachtigjarige Oorlog aan de zijde van Willem van Oranje (1572-1576). Doorgaans wordt hij beschouwd als een voorloper van de grotere elizabethaanse auteurs als Spenser, Sidney en Shakespeare.

## Jonge jaren
George was het oudste kind van Sir John Gascoigne († 1568), een vrederechter uit Cardington in Bedfordshire. Een deel van zijn jeugd bracht hij vermoedelijk door in Westmorland bij familie van zijn moeder Margeret († 1575). Blijkbaar studeerde hij omstreeks 1544-1548 rechten aan de Universiteit van Cambridge, al is daar geen archivalisch spoor van bewaard. Hij werd in 1555 toegelaten tot de aristocratische Gray's Inn te Londen, maar had geen advocatenpraktijk. In 1557-1559 zetelde hij twee termijnen voor Bedford in het Lagerhuis. Toen de protestantse Elizabeth dat jaar koningin van Engeland werd, ging Gascoigne ter gelegenheid van haar kroning naar het hof om zijn zieke vader te vervangen als aalmoezenier. Naar eigen zeggen werd hij geruïneerd door zijn pogingen een positie te verwerven aan het hof.
In 1561 trouwde Gascoigne met de rijke weduwe Elizabeth Bacon. Daardoor kreeg hij af te rekenen met Edward Boyes, een edelman die twee jaar voordien was getrouwd met de weduwe, wat zij misschien anders zag. Het kwam tot processen en straatgevechten. Uiteindelijk werd een scheiding uitgesproken tussen Bacon en Boyes, maar in 1566 liepen er nog eigendomsgeschillen. Ondertussen had Gascoigne in mei 1562 een herenboerderij in Willington gehuurd. Het landbouwen moet geen groot succes zijn geweest, want in 1565 keerde hij terug naar Gray's Inn. Dat jaar werd hij er een ancient en ook fellow, waarvoor hij een reeks gedichten had geschreven. In 1566 liet hij twee door hem toneelstukken opvoeren: Supposes naar I suppositi van Ariosto, en Jocasta naar Giocasta van Lodovico Dolce.
De financiële situatie van Gascoigne verbeterde er niet op toen zijn vader in 1568 overleed. Hij was niet opgenomen in diens testament en is misschien zelfs compleet onterfd. Hij begon een rechtszaak tegen zijn broer John om de aan hem getesteerde pastorie van Fenlake Barnes op te eisen, maar zou deze verliezen. In 1569 zette Gray's Inn hem uit het fellowship wegens onbetaalde schulden. Hij hield zich schuil in dorpen rond Bedford, maar kwam er op 21 april 1570 toch in de schuldgevangenis. In 1572 werkte hij voor Anthony Browne, first Viscount Montagu. Met zijn steun werd hij voor Midhurst verkozen in het Lagerhuis, maar hij nam geen zitting. Zijn zware verleden achtervolgde hem. In 1575 zou ook zijn moeder hem uit haar laatste wilsbeschikking laten.

## Oorlog in de Nederlanden
Om aan zijn weinig florissante situatie te ontsnappen, nam Gascoigne in 1572 dienst onder Humphrey Gilbert, die met een compagnie infanteriesoldaten ging vechten tegen het Spaans-Nederlandse regeringsleger. De watergeuzen hadden gebied op Walcheren veroverd namens Willem van Oranje. De Engelse eenheid ontscheepte op 10 juli in Vlissingen en probeerde in de volgende maanden vergeefs Sluis, Brugge en Goes te nemen. Na hun terugkeer in november publiceerde Gascoigne zijn wedervaren in The Fruites of Warre. Hij had geen goed woord over voor de Engelse aanvoerders en ook de Nederlanders in het algemeen moesten het ontgelden. 
In het voorjaar van 1573 begon hij een tweede campagne in de Nederlanden onder Thomas Morgan. Op 19 maart voer hij van Gravesend naar Den Briel in het gezelschap van Rowland York en William Herle. Hun schip strandde in een storm en hij raakte ternauwernood met de roeiboot in de haven, terwijl veel gezellen verdronken. In Voyage into Hollande stelde hij de dronkenschap van de loods en van de geuzen in Den Briel aan de kaak. In juli was Gascoigne in Den Haag en gaf hij zijn portret aan een lokale dame. In augustus was hij als kapitein in dispuut met zijn overste Morgan tijdens het Beleg van Middelburg. De Nederlanders verdachten de Groene Ridder, zoals ze hem noemden, van verraad, maar Oranje ontving hem in Delft. De ongeveer 169 man voetvolk onder zijn bevel waren zeker tot 15 oktober in het veld.
Na een korte trip huiswaarts ondernam Gascoigne in 1574 een derde campagne in de Nederlanden onder kolonel Edward Chester. Eind januari vertrouwde de prins hem een heude toe voor het ontzet van Middelburg en na de overgave op 18 februari kreeg hij een beloning van driehonderd gulden. Daarop nam hij deel aan de verdediging van Valkenburg, maar bij de nadering van de Spanjaarden sloegen de Engelsen op de vlucht naar het belegerde Leiden. De inwoners vreesden verraad en lieten hen niet binnen, waarop de Engelsen zich overgaven. Alleen een groepje van dertig dat doorvocht, mocht Leiden in, maar Gascoigne was daar niet bij. Na vier maanden krijgsgevangenschap in Haarlem werd hij vrijgekocht en keerde hij in september bitter terug naar Engeland.

## Latere productie en Spaanse Furie
Literair waren de oorlogsjaren een productieve periode. Maar Gascoignes doel om koninklijke patronage te bereiken, ging in 1573 spectaculair mist in toen zijn anonieme bundel A Hundreth Sundrie Flowres,  beledigend werd geacht voor hooggeplaatste personen. Hij erkende zijn fout en probeerde dit in 1575 recht te zetten met een herziene versie, The Posies, maar om onbekende redenen lieten de autoriteiten de eerste druk ervan in beslag nemen. 
In juli 1575 deed graaf Robert Dudley een beroep op Gascoigne om maskerspelen en ander literair vertier te scripten voor de komst van koningin Elizabeth naar Kenilworth. Hij verscheen voor haar verkleed als wildeman, maar dit originele verzoek om patronage ging de mist in doordat hij haar paard deed schrikken. In september was hij aanwezig toen de koningin Woodstock aandeed.
In augustus 1576 kreeg hij eindelijk een overheidscommissie: Lord High Treasurer William Cecil stuurde Gascoigne als agent naar de Nederlanden. In september was hij in Parijs. Vanwege nieuws uit de Nederlanden, waar de Pacificatie van Gent tot stand kwam, reisde hij naar Antwerpen en maakte hij de verschrikkingen van de Spaanse Furie mee. Hij verliet de stad op 12 november en was de 21e weer in Londen met brieven voor Francis Walsingham. Binnen de twee weken publiceerde hij een ooggetuigenverslag, The Spoyle of Antwerpe. Zeker de helft ervan betrok hij uit een anoniem pamflet, Warachtige beschrijvinghe van het innemen van Antwerpen, dat hij bewerkte om zichzelf in het midden van de actie te plaatsen. In de andere helft komen wel geloofwaardige passages over zijn eigen inbreng voor, in het bijzonder zijn relaas hoe hij het huis van de Engelse natie verliet richting Beurs, maar onder de voet werd gelopen door de vluchtende menigte. Ook zijn bewering dat hij de leiding nam over de verdediging van het Engels huis tegen de Spanjaarden, vindt enige steun in de bronnen.  
Over het laatste levensjaar van Gascoigne is weinig geweten. Hij werd ziek en overleed drie maanden later in Stamford, waar hij werd begraven in St Mary's Church. Zijn vrouw Elizabeth leefde nog acht jaar en hun enige kind William stierf tijdens de Amerikaanse expeditie van Francis Drake in 1585-1586.

## Publicaties
- Supposes, 1566 (komedie in proza)
- Jocasta, 1566 (tragedie in verzen)
- The Fruites of Warre, 1572 (oorlogsgedicht in 207 strofen)
- A Devise of a Maske for the right Honourable Viscount Montacute, 1572
- Gascoignes Wodmanship, ca 1572-1573 (jachtgedicht)
- A Hundreth Sundrie Flowres, 1573 (bundel, met Voyage into Hollande en A Discourse of the Adventures Passed by Master F.J.)
- The Posies of George Gascoigne Esquire, 1575 (herziene bundel, met Certayne Notes of Instruction Concerning the Making of Verse or Ryme in English)
- The Glasse of Governement, 1575 (komedie)
- The Noble Arte of Venerie or Hunting, 1575 (bewerking van Jacques du Fouilloux en Gaston de Foix)
- The Princelye Pleasures at the Courte at Kenelwoorth, 1576
- The Tale of Hemetes the Heremyte, 1576
- The Steele Glas, 1576 (satirisch gedicht)
- The Droomme of Doomes Day, 1576
- A Delicate Diet, for Daintiemouthde Droonkardes, 1576
- The Spoyle of Antwerpe, 1576 (verslag van de Spaanse Furie in Antwerpen)
- The Grief of Joye, 1577 (liederen)

## Uitgaven
- The Complete Works of George Gascoigne, ed. J.W. Cunliffe, 2 dln., 1907-1910
- The Papers of Nathaniel Bacon of Stiffkey, eds. A.H. Smith en G.M. Baker, vol. 2, 1578–1585, 1983. ISBN 9780906219164

## Voetnoten
1. ↑  Gillian Austen (ed.), Selected Essays on George Gascoigne, 2022, p. 187. Gearchiveerd op 14 juli 2023.

- Bibsys: 90373864
- Bibliothèque nationale de France: cb12399234v (data)
- Biografisch Portaal: 37058495
- CiNii: DA0208867X
- Gemeinsame Normdatei: 118689630
- International Standard Name Identifier: 0000 0000 7358 2970
- Library of Congress Control Number: n50018223
- MusicBrainz: 1b9c3492-6bfb-481b-b7f2-be0e2c2c917f
- Nationale bibliotheek van Australië: 35114574
- Nationale Bibliotheek van Israël: 987007462896205171
- Nederlandse Thesaurus van Auteursnamen: 069123160
- LIBRIS: 188007
- SNAC: w60g6t8f
- Système universitaire de documentation: 033090696
- Trove: 830798
- Virtual International Authority File: 88849075
- WorldCat: E39PBJt8gMrBtbR3JDhCb8pQMP